# Fatboy Slim
Fatboy Slim (* 31. července 1963, vl. jménem Quentin Leo Cook) také známý jako Norman Cook je britský hudebník žánru taneční hudby.
Spolu s interprety The Prodigy a The Chemical Brothers patří k průkopníkům žánru, který se nazývá big beat. Jeho styl je také známý jako kombinace hip hopu, breakbeatu, rocku a rhythm and blues. Už jako kluk vypustil ze svého rodného jména 'Quentin' a začal si říkat 'Norman'. Pod pseudonymem Norman Cook vystupuje dodnes.
Velký úspěch slavil s druhou deskou You've Come a Long Way, Baby (1998). Nesmrtelnými se staly singly „Right Here, Right Now“ a „The Rockafeller Skank“ (tato píseň se objevila i na soundtracku ke hře FIFA 99´). Jeho set v domácím Brightonu přilákal cca 250 000 návštěvníků - záznam koncertu obsahuje deska Live on Brighton Beach (2002).
Klip k písni „Praise You“ vyhrál tři a „Weapon of Choice“ dokonce čtyři ceny na MTV Music Video Awards, v květnu 2007 obdržel Ivor Novello Award za celoživotní přínos hudbě.

## Skupiny a pseudonymy
- The Housemartins
- Beats International
- Freakpower
- Pizzaman
- The Mighty Dub Katz
- Yum Yum Head Food
- Sunny Side Up
- Chemistry
- The Feelgood Factor

## Diskografie
pořadí v závorce označuje umístění v britské albové hitparádě

### Studiová alba
- 1996: Better Living Through Chemistry (69.)
- 1998: You've Come a Long Way, Baby (1.)
- 2000: Halfway Between the Gutter and the Stars (8.)
- 2004: Palookaville (14.)
- 2009: Here Lies Love

### Živé nahrávky
- 1998: On the Floor at the Boutique
- 2002: Live on Brighton Beach (19.)
- 2002: Big Beach Boutique II (11.)
- 2006: Bondi Beach: New Years Eve 06
- 2008: Incredible Adventures In Brazil

### Kompilace, ostatní
- 1995: Pizzaman Pizzamania ještě ne jako Fatboy Slim
- 1995: různí umělci Southern Fried House ještě ne jako Fatboy Slim
- 2001: A Break from the Norm Fatboy Slim samplová kompilace
- 2006: Fala aí!
- 2006: The Greatest Hits – Why Try Harder (2.)
- 2009: I Think We're Gonna Need A Bigger Boat

### Skladby
- 1997 „Everybody Needs a 303“ (34.)
- 1998 „The Rockafeller Skank“ (6.)
- 1998 „Gangster Trippin'“ (3.)
- 1999 „Praise You" (1., 36. USA)
- 1999 „Right Here Right Now“ (2.)
- 1999 „Badder Badder Schwing“ (Freddy Fresh feat. Fatboy Slim) (34.)
- 2000 „Sunset (Bird of Prey)“ (9.)
- 2001 „Demons“ (feat. Macy Gray) (16.)
- 2001 „Star 69" / „Weapon of Choice" (10.)
- 2001 „A Song for Shelter" / „Ya Mama" (30.)
- 2004 „Slash Dot Dash“ (12.)
- 2004 „Wonderful Night“ (9.)
- 2005 „The Joker“ (32.)
- 2005 „Don't Let The Man Get You Down“ – (153.)
- 2006 „That Old Pair Of Jeans“
- 2006 „Push The Tempo (Negr Edition)“
- 2007 „Champion Sound"
- 2013 „Eat Sleep Rave Repeat" (ft. Riva Starr)
- 2020 „All The Ladies" (ft. Eats Everything)